# Skytracer

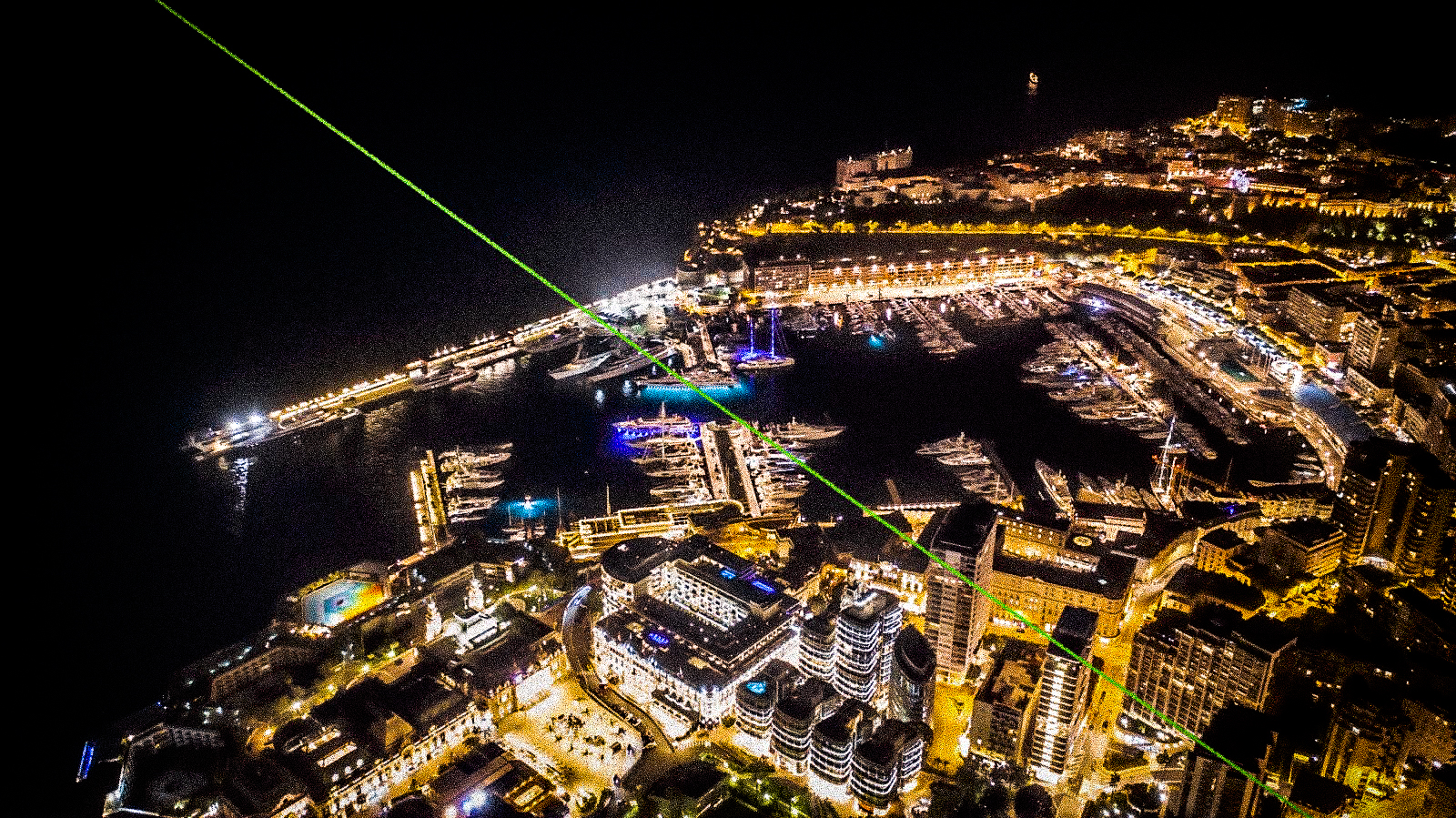
SkyTracer dans le ciel de Monaco.

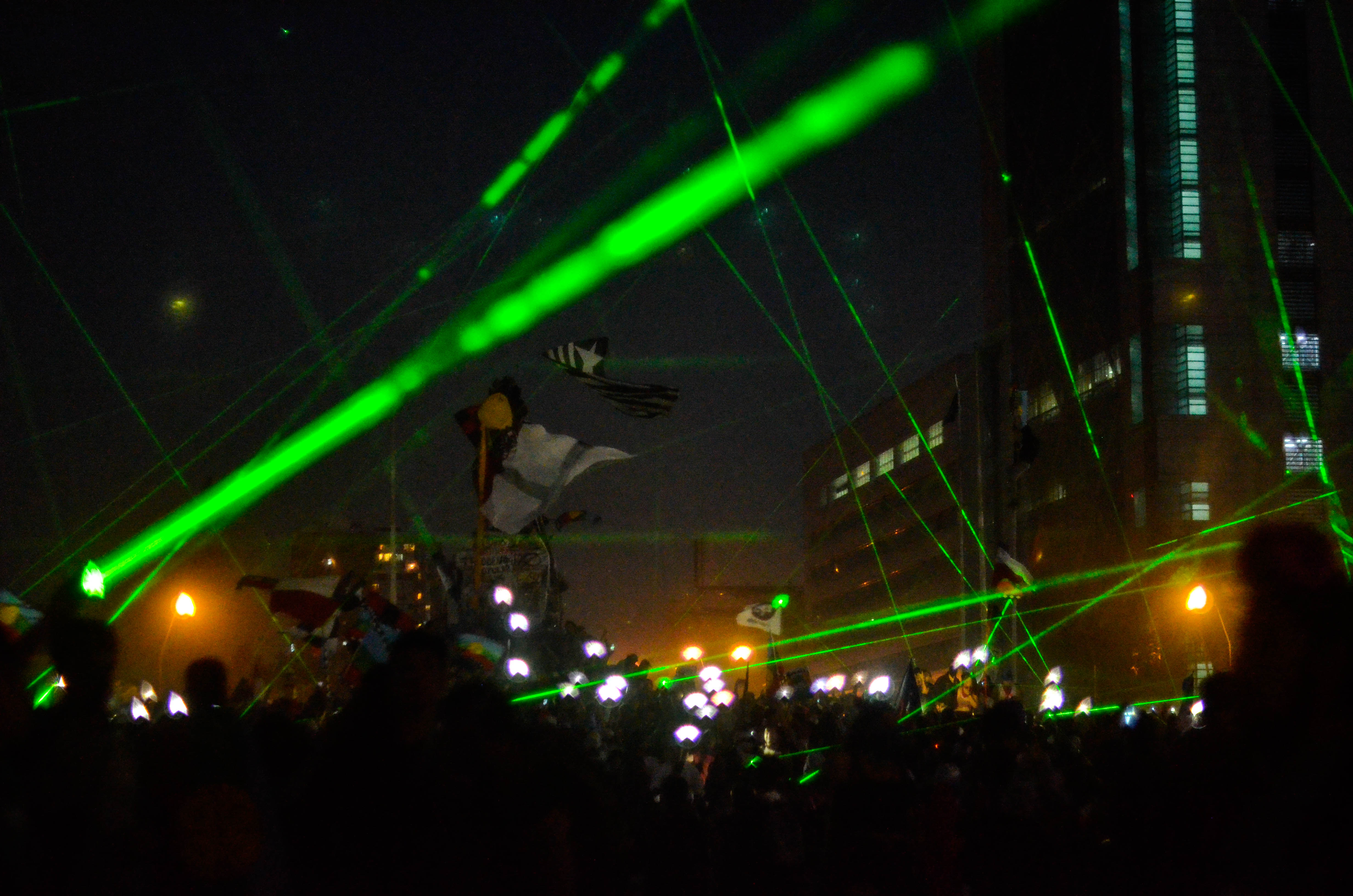
Rayons laser en extérieur.

Un skytracer ou skyrose est un système d’éclairage qui produit un effet lumineux puissant en extérieur utilisé pour signaler l'emplacement d'un événement ou d'une animation (discothèque par exemple). En balayant le ciel avec un ou plusieurs faisceaux lumineux, le dispositif permet de pointer précisément l'emplacement de l'événement.

## Description
Le système est constitué d'un projecteur ou d'un laser de haute puissance, parfois fixe, mais plus fréquemment mobile ou équipé d'un système de miroirs mobiles pilotés par ordinateur permettant de réaliser des dessins complexes et des shows laser. L'utilisation de lampes au xenon de forte puissance permet une pénétration importante du faisceau dans l'atmosphère.
La portée approximative d’un skytracer est de l’ordre de 5 à 12 km selon les conditions météorologiques et la puissances de l’ampoule[réf. nécessaire].
L'utilisation de ce genre d'équipement pouvant constituer un danger d'éblouissement pour la navigation aérienne, ils sont soumis à des réglementations et l'obtention d'autorisations (par exemple : en Belgique ou en France).
Ils sont aussi considérés comme nuisibles pour l'avifaune, et sont en cours de réglementation en Allemagne pour les interdire durant les périodes de migration des oiseaux.